# Hematopoesi

Hematopoesi humana.
- Les característiques morfològiques de les cèl·lules hematopoètiques es mostren com s'observa en la tinció de Wright, tinció de May-Giemsa o tinció de May-Grünwald-Giemsa. Els noms alternatius de certes cèl·lules s'indiquen entre parèntesis.
- Certes cèl·lules poden tenir més d'una aparença característica. En aquests casos, s'ha inclòs més d'una representació de la mateixa cèl·lula.
- Junts, els monòcits i els limfòcits comprenen els agranulòcits, a diferència dels granulòcits (basòfils, neutròfils i eosinòfils) que es produeixen durant la granulopoesi.
- B., N. i e. representen basofílic, neutrofílic i eosinofílic, respectivament - com en promielòcit basofílic.
[1] L'eritròcit policromàtic (reticulòcit) de la dreta mostra el seu aspecte característic quan es tenyeix amb blau de metilè o Azure B.
[2] L'eritròcit de la dreta és una representació més precisa de la seva aparença en la realitat quan es veu a través d'un microscopi.
[3] Altres cèl·lules que sorgeixen del monòcit: osteoclasts, microglia (sistema nerviós central), cèl·lules de Langerhans (epidermis), cèl·lules de Kupffer (fetge).
[4] Per a més claredat, els limfòcits T i B es divideixen per indicar millor que la cèl·lula plasmàtica sorgeix de la cèl·lula B. Tingueu en compte que no hi ha diferència en l'aparença de les cèl·lules B i T, llevat que s'apliqui una tinció específica.

L'hemopoesi o hematopoesi (del gr.  αἷμα,-ατος-, 'sang' i  ποίησις , 'creació') és el procés de formació, desenvolupament i maduració dels elements figurats o cèl·lules sanguínies presents a la sang (eritròcits, leucòcits i plaquetes) a partir d'un precursor cel·lular comú i indiferenciat conegut com a cèl·lula mare hematopoètica pluripotencial, unitat formadora de clons, hemocitoblast o  stem cell .
Les cèl·lules mare, que en l'adult es troben a la medul·la òssia vermella, són les responsables de formar totes les cèl·lules i derivats cel·lulars que circulen per la sang. Les cèl·lules sanguínies són degradades per la melsa i els macròfags del fetge. Aquest últim també elimina les proteïnes i altres substàncies de la sang.

## Teixit hematopoètic
L'hemopoesi del teixit hematopoètic aporta la cel·lularitat i el microambient tissular necessari per generar els diferents constituents de la sang. En l'adult, el teixit hematopoètic forma part de la medul·la òssia vermella i allí és on ocorre l'hemopoesi normal..
Durant l'ontogènesi, varia el lloc on ocorre l'hemopoesi, per la diferent implantació del teixit hematopoètic. Així es constaten tres fases seqüencials segons els llocs hematopoètics:
1. Fase mesoblàstica o megaloblastia : fase inicial, al peduncle del tronc i sac vitel·lí, durant la 2a setmana embrionària. Ambdues estructures tenen pocs mm de longitud.
2. Fase hepàtica : a la 6a setmana de vida embrionària, el fetge és sembrat per cèl·lules mares del sac vitel·lí.
3. Fase medul·lar o mieloide : la melsa i la medul·la òssia fetal presenten sembres de cèl·lules mares hepàtiques.

## Concepte
Els històlegs del segle xix i principis del XX classificaven les cèl·lules de la sang en dues categories o llinatges segons el seu suposat lloc d'origen: de la medul·la òssia vermella, o dels òrgans limfoides (ganglis limfàtics, melsa o tim).
Amb algunes correccions-, ja que no es considera vàlida la suposició d'un origen dual de les cèl·lules sanguínies i s'entén actualment que totes tenen un origen únic i comú en la medul·la òssia-, tal classificació segueix vigent:.
- L'"estirp mieloide", que comprèn els eritròcits, plaquetes, leucòcits granulars (neutròfils, basòfils i eosinòfils) i monòcits-macròfags. El desenvolupament d'aquests elements es coneix com a  mielopoesi  i es desenvolupa a partir d'una cèl·lula mare precursora comuna.
- L'"estirp limfoide", que comprèn únicament els limfòcits, que poden ser de dos tipus: limfòcits B i limfòcits T (hi ha un tercer tipus, els limfòcits NK). El desenvolupament d'aquestes cèl·lules es denomina  limfopoesi .

## Mielopoesi

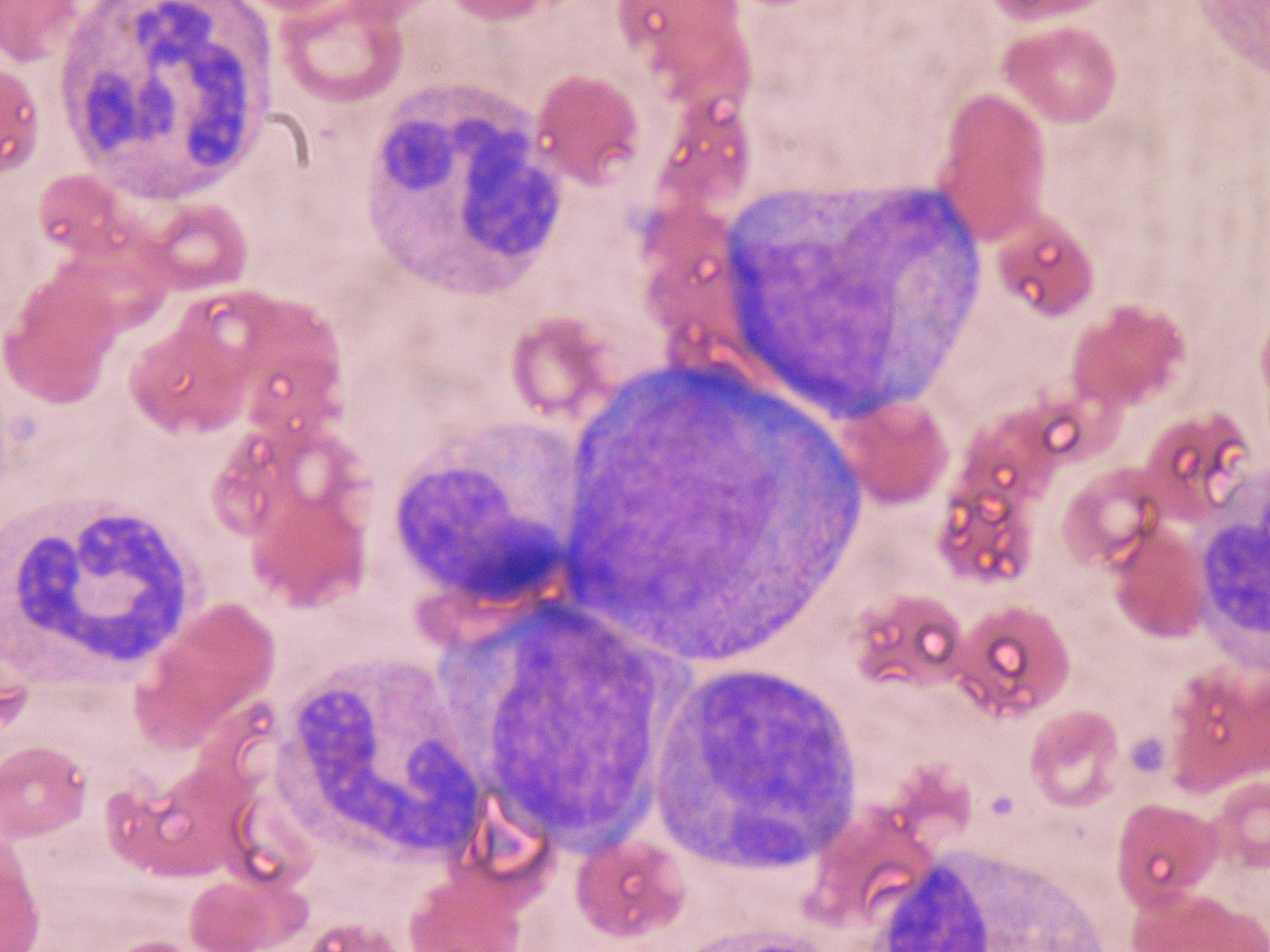
Glòbuls blancs immadurs a la medul·la òssia, pertanyents als estadis de la granulopoesi.

La mielopoesi és el procés que dona lloc a la generació, desenvolupament i maduració del component mieloide de la sang: eritròcits, plaquetes, neutròfils, basòfils, eosinòfils i monòcits. A cada tipus mieloide li correspon respectivament un procés generatiu diferent.

### Eritropoesi
La vida finita dels eritròcits, amb una mitjana de 120 dies, requereix la seva renovació ininterrompuda per sostenir una població circulant constant. L'eritropoesi és el procés generatiu dels eritròcits.

### Trombopoesi
La trombopoesi agrupa els processos que acaben en la formació de les plaquetes de la sang.

### Granulopoesi
La granulopoesi és el procés que permet la generació dels granulòcits polimorfonuclears de la sang: neutròfils, basòfils i eosinòfils.
Es genera a partir de la línia mieloide. El primer estadi en la seva diferenciació és el mieloblast, que es diferencia a promielòcit i genera les granulacions azuròfiles primàries dels polimorfonuclears. Aquest, al seu torn, es diferencia a mielòcit que genera granulacions secundàries específiques per a cada un; així, depenent dels grànuls secundaris generats es convertirà en metamielòcit basòfil, acidòfil o neutròfil. En el desenvolupament del neutròfil, el nucli adopta una conformació en banda per després convertir-se en neutròfil madur segmentat. La granulopoesi es caracteritza per l'augment en la relació nucli/citoplasma, la desaparició dels nuclèols i la condensació de la cromatina.

### Monopoesi
La monopoesi és la formació dels monòcits. Sèrie monocítica:
els monòcits tenen un origen medul·lar, sent l'element més jove el monoblast. Aquesta cèl·lula origina el promonòcit, recognoscible en la medul·la òssia, que en el seu pas hemoperifèric es transforma en monòcit i finalment migra als teixits originant els histiòcits i macròfags.

## Limfopoesi
La limfopoesi és el procés del desenvolupament hematopoètic, en què es formen els limfòcits i cèl·lules Natural Killer (NK) a partir d'una cèl·lula mare hematopoètica. Cadascuna de les cèl·lules que es formen (limfòcits B, limfòcits T i cèl·lules Natural Killers), té una gènesi i procés de maduració independent, que culmina en diferents òrgans.
La diferenciació de les cèl·lules limfocítiques es desenvolupa a la medul·la òssia (òrgan hematopoètic principal), encara que la maduració dels limfòcits T i B, es produeix en diferents òrgans: limfòcits B, a la melsa; limfòcits T, en el tim.

## Plasma sanguini
Els elements que formen el plasma sanguini tenen diversos orígens.
- El component proteic és produït al fetge, i està format principalment per albúmina, proteïnes involucrades en la coagulació i globulines.
- Les hormones són produïdes a les glàndules endocrines.
- La fracció aquosa és mantinguda pel ronyó i pel tub digestiu.

El plasma conté a més substàncies inorgàniques com ara gasos (oxigen, diòxid de carboni i nitrogen), sals, minerals, vitamines i deixalles metabòliques.